# Microrregión del Itapemirim
La microrregión del Itapemirim es una de las microrregiones del estado brasileño del Espíritu Santo perteneciente a la mesorregión Sur Espíritu-Santense. Su población fue estimada en 2006 por el IBGE en 78.888 habitantes y está dividida en tres municipios. Posee un área total de 1.279,022 km².

## Municipios
- Itapemirim
- Marataízes
- Presidente Kennedy

- Datos: Q2597456